# Hipólocos
Hipólocos é o nome de dois personagens da Mitologia Greco-Romana.

## História
1) Filho de Belerofonte e Filônoe. Seu filho Glauco chefiou um contingente lício na Guerra de Troia.
2) Filho do troiano Antenor e irmão de Glauco e Acamante. Após a tomada de Troia, estabeleceu-se em Cirena.